# 千葉成胤
千葉 成胤（ちば なりたね）は、平安時代末期から鎌倉時代前期の武将。千葉氏第5代当主、千葉介。第4代当主・千葉胤正の子。成胤は「しげたね」とよまれてきたが、「業胤」と書かれた史料があることから「なりたね」が正しい。

## 概要
治承4年（1180年）、石橋山の戦いに敗れた源頼朝が安房国に逃れた際、祖父常胤や父胤正と共に頼朝の軍に参加し、平家の総帥清盛の姉婿藤原親政を生虜にするという快挙を成し遂げ、治承・寿永の乱を制する原動力となった。
『吾妻鏡』によると、叔父胤頼が安房国に逃れた頼朝への加勢と下総目代を誅することを主張、祖父常胤もこれを認めて頼朝の軍に合流する事を決定し、9月13日､胤頼と成胤は千葉荘を後にするに際し平家方の下総目代の館を急襲して討ち捕った。そのため下総国千田荘領家で皇嘉門院判官代の藤原親政が千余騎を率いて千葉荘に侵入、千葉荘に戻った成胤と合戦になった。わずか七騎で迎え撃った成胤は窮地に陥るが、それでも親政を生虜にしたと言う。親政を生虜にしたことで様子見していた上総広常など坂東の武士団がこぞって頼朝の軍に合流、関東における頼朝の軍事力は平家方の勢力を上回る事になった。
頼朝正室政子懐妊の際の着帯の儀に当たっては、祖母の使いとして腹帯を献上、安産祈願のために、下総香取社に奉幣使として遣わされた。
文治5年（1189年）、奥州合戦にも加わって功を挙げた。建仁3年（1203年）の父の死により、家督を継いで当主となる。建暦2年（1212年）7月9日、将軍源実朝の命により侍所の造替を普請した。建暦3年（1213年）、泉親衡の乱を未然に防ぐという武功を挙げた。同年の和田合戦においても北条義時側に与して功を挙げた。
建保6年（1218年）4月10日に死去し、跡を長男の千葉胤綱が継いだ。